# Wapen van Lochem

Wapen van Lochem

Het wapen van Lochem is het wapen van de gemeente Lochem, bestaande uit een combinatie van de wapens van Lochem, Laren/Verwolde en Gorssel. De beschrijving luidt:
"Gevierendeeld; I in azuur een dubbelstaartige gekroonde leeuw van goud, getongd en genageld van keel; II in goud drie mispelbloemen van keel, III in goud drie bollen van sabel; IV in azuur een dubbele burcht van goud, beide delen met vijf kantelen, geopend en verlicht van sabel. Het schild gedekt met een gouden kroon van vijf bladeren".

## Geschiedenis

Bevestiging 1816
Herziening van 1956 (mispelbloemen)
Wijziging van 1972 (penningen)

Op het oudste stadszegel van Lochem staat een afbeelding van een gouden klimmende leeuw met drie mispelbloemen. In 1816 werd de gemeente Lochem met het oude stadswapen bevestigd:
“zijnde van lazuur, beladen met een gekroonden klimmenden leeuw van goud, verzeld van drie vijfpuntige sterren, staande twee op zijde en een en pointe”
De oorspronkelijke mispelbloemen werden foutief als sterren gezien. Ook de dubbele staart van de Gelderse leeuw werd vergeten. Bij een herziening van het wapen op 2 januari 1956 werden deze fouten gecorrigeerd. De beschrijving van dit wapen luidt:
"In azuur een gekroonde, dubbelstaartige leeuw van goud, getongd en genageld van keel, vergezeld van drie vijfbladerige mispelbloemen van goud. Het schild gedekt met een gouden kroon van drie bladeren en twee paarlen.."
Het wapen werd wederom gewijzigd (wegens het samengaan met de gemeente Laren op 1 augustus 1971) volgens de wapenverlening van het Koninklijk op 7 juli 1972, de beschrijving luidt:
“In azuur een gekroonde dubbelstaartige leeuw van goud, getongd en genageld van keel, ter weerszijden en beneden vergezeld van een penning van goud. Het schild gedekt met een gouden kroon van drie bladeren en twee parels”
Hier werden de mispelbloemen vervangen door de penningen van Laren/Verwolde. 
Het huidige wapen werd ingevoerd in 2005, toen ook Gorssel met Lochem samenging. Het wapen bestaat uit alle elementen uit voorgaande wapens, de oude symbolen van Lochem, nu elk in een eigen kwartier. De onderste kwartieren bestaan uit de penningen van Laren/Verwolde en de burcht van Gorssel. De oude gravenkroon met drie fleurons werd vervangen door een markiezenkroon met vijf fleurons.

## Verwante wapens

Het wapen van Laren
Het wapen van Gorssel
Het wapen van Verwolde
Het wapen van Gelre

## Bron
- Het wapen van Lochem: Historisch genootschap, Lochem, Laren en Barghem

Aalten · 
Apeldoorn · 
Arnhem · 
Barneveld · 
Berg en Dal · 
Berkelland · 
Beuningen · 
Bronckhorst · 
Brummen · 
Buren · 
Culemborg · 
Doesburg · 
Doetinchem · 
Druten · 
Duiven · 
Ede · 
Elburg · 
Epe · 
Ermelo · 
Harderwijk · 
Hattem · 
Heerde · 
Heumen · 
Lingewaard · 
Lochem · 
Maasdriel · 
Montferland · 
Neder-Betuwe · 
Nijkerk · 
Nijmegen · 
Nunspeet · 
Oldebroek · 
Oost Gelre · 
Oude IJsselstreek · 
Overbetuwe · 
Putten · 
Renkum · 
Rheden · 
Rozendaal · 
Scherpenzeel · 
Tiel · 
Voorst · 
Wageningen · 
West Betuwe · 
West Maas en Waal · 
Westervoort · 
Wijchen · 
Winterswijk · 
Zaltbommel · 
Zevenaar · 
Zutphen